# Dahlem (Luxemburg)
Dahlem (Luxemburgs: Duelem) is een plaats in de gemeente Garnich en het kanton Capellen in Luxemburg.
Dahlem telt 381 inwoners (2001).